# سامسارا

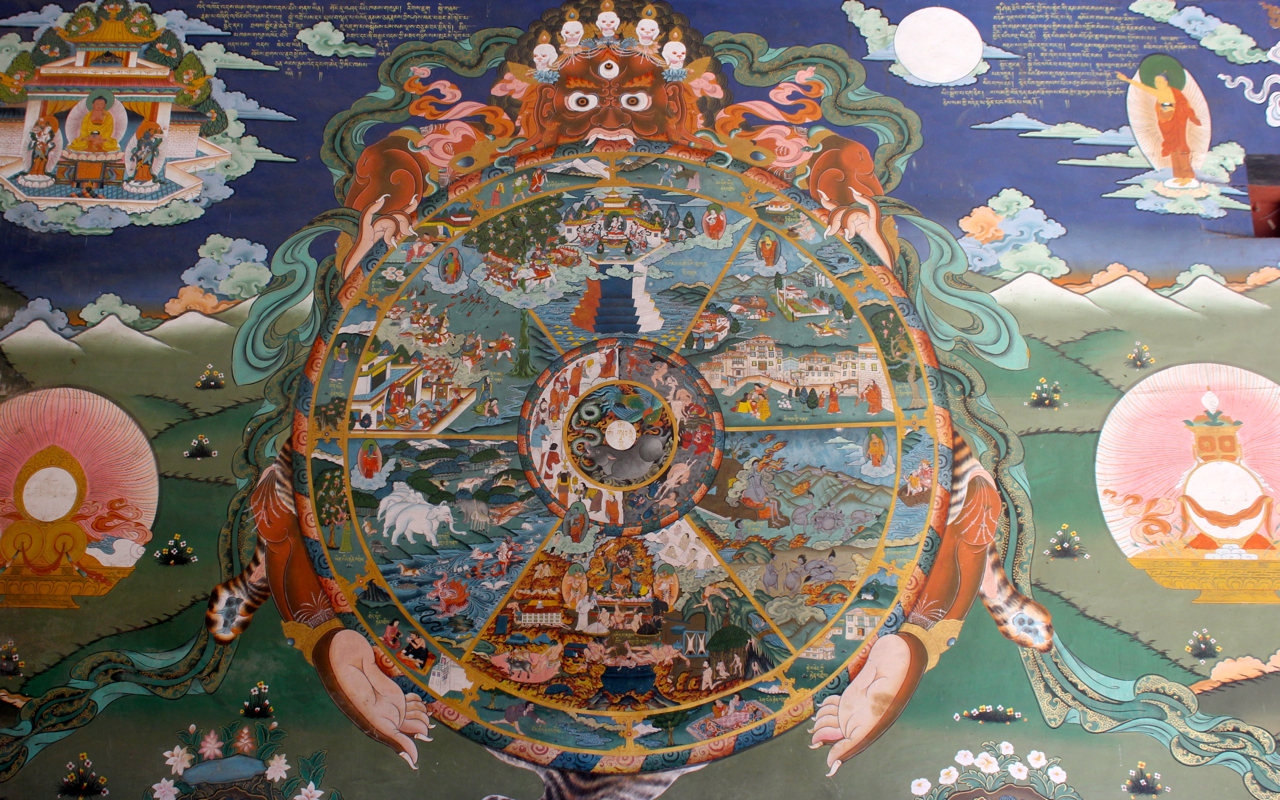
باواچاکرا که چرخه سامسارا را اینگونه می‌کند: در چرخ شش قلمرو هستی نشان داده شده که یک موجود ذی‌شعور می‌تواند در آنها تناسخ پیدا کند، طبق آموزه تولد دوباره بودیسم. یاما، خدای مرگ، در بالای لبه بیرونی قرار دارد. لبه بیرونی آموزه پدیدآیی وابسته را نشان می‌دهد.

سامسارا (به انگلیسی: Saṃsāra) (به دیواناگری: संसार) یک واژه زبان سانسکریت به معنای «سرگردان» است.  سامسارا همچنین به معنای «جهان» که به اصطلاح به معنای «تغییر چرخه ای» هم‌معنی می‌شود. علاوه بر این به‌طور غیررسمی، به معنای «دویدن دور در دایره» هم معنا می‌کنند. سامسارا با اصطلاحات یا عباراتی مرتبط با تناسخ، کارما، یا پونارجانمن شناخته می‌شود. هنگامی که سامسارا را کارما معنا می‌کنند منظور چرخه مرگ و تولد دوباره است.
«دوره‌ای بودن همه حیات، ماده و هستی» یکی از باورهای اساسی اکثر ادیان هندی است. مفهوم سامسارا ریشه در ادبیات پست-وداها دارد. این نظریه در خود وداها مطرح نشده است. سامسارا در اوپانیشادهای نخستین به شکل توسعه یافته، اما بدون جزئیات مکانیکی ظاهر می‌شود. همچنین شرح کامل آموزه سامسارا در آیین بودا و جین نخستین و همچنین در مکاتب مختلف فلسفه هندو یافت می‌شود. آموزه سامسارا با نظریه کارما هندوئیسم گره خورده و رهایی از سامسارا هسته اصلی جستجوی معنوی سنت‌های هندی و همچنین اختلافات درونی آنها بوده است. رهایی از سامسارا موکشا، نیروانا، موکتی یا کاوالیا نامیده می‌شود.